# Мај месец музике
Мај месец музике је музичка манифестација коју организује Музичка школа „Стеван Мокрањац” из Врања, када се током маја одржава низ концерата класичне музике, а крајем месеца организује се такмичење малих пијаниста. Ова манифестација се завршава прославом Дана школе.
Манифестација је традиционална и уврштена је међу пет најзначајнијих културних манифестација у граду. Значај ове музичке манифестације је немерљив, изузетан, јер посетиоци имају јединствену прилику да чују најеминентније извођаче из земље и иностранства, на разним инструментима.
Истовремено се наглашава и едукативни значај манифестације зато што Врањанци немају другу прилику да уживају у уметничкој музици, пошто је „Мај месец музике” једина манифестација тог типа у Врању.